# 星圖與星表年表
 星圖與星表年表
- 前1800年－巴比倫星表。
- 前350年－石申與甘德合編的《甘石星經》，收錄了約800顆的恆星。
- 前300年－亞力山卓的Timocharis星表。
- 前134年－喜帕恰斯編製了有1,025顆恆星的星圖。
- 大約140年－托勒密完成《天文學大成》，包含有星表和行星運動的觀測，還有幾何學和宇宙論的論述。
- 840年－费尔干尼《星的科學綱要》。
- 963年－阿爾蘇飛'的恆星目錄《恆星之書》
- 1252年－1272年－Alphonsine tables recorded
- 1395年－朝鲜太祖命人绘制了星圖天象列次分野之圖
- 1447年－帖木兒兀魯伯的 《新古拉干曆數書》，通常稱為《兀魯伯天文表》，記載了1,018顆恆星的位置，還有行星和太陽的運行表。
- 16世紀晚期 - 第谷·布拉赫擴充托勒密的《天文學大成》。
- 1603年－約翰·拜耳的測天圖
- 1678年－愛德蒙·哈雷出版收錄341顆恆星的南天星表，這第一次對南天進行有系統的巡天。
- 1725年－約翰·佛蘭斯蒂德過世後才出版的Historia Coelestis Britannica星表，收錄了3,000顆的恆星。
- 1771年－梅西爾出版第一本星雲表。
- 1862年－以阿吉蘭達（Friedrich Wilhelm Argelander）為首編輯的波昂星表北天版，僅涵蓋至-1°，是在照相術發明前最完整的一份星表。
- 1864年－約翰·赫歇爾出版星雲星團的《一般星表》。
- 1887年－巴黎天文臺協商編輯《Carte du Ciel》（《全天星圖》），計畫編輯14等的攝影星圖。
- 1890年－約翰·德萊爾出版星雲星團的 《新一般星表》 。
- 1932年－哈洛·夏普力和阿得雷德·艾姆斯出版《亮度13等以上的星系表》，就是後來的 《夏普力-艾姆斯星表》 。
- 1950年至1957年－國家地理學會贊助，使用帕洛馬天文台48吋施密特光學反射鏡攝製的《帕洛馬巡天星圖》（Palomar Observatory Sky Survey，縮寫為POSS）完成。
- 1962年－劍橋無線電天文小組的A.S. 貝內特 出版有328個無線電發射源的3C星表。
- 1965年－格里·紐格包爾和羅伯特·雷頓使用威爾遜山1.6米的望遠鏡開始2.2微米巡天。
- 1982年－IRAS完成中紅外線巡天。
- 1990年－出版超過二百萬個星系的APM星系巡天，研究宇宙的大尺度結構。
- 1991年－倫琴衛星開始X射線巡天。
- 1993年－VLA開始使用20公分波長巡天。
- 1997年－2微米巡天（2MASS）完成，依巴羅斯星表印製第一版。
- 1998年－史隆數位巡天開始。
- 2003年－2度視場星系紅移巡天出版；2MASS全部完成。